# Talsperre Santa Justa
Die Talsperre Santa Justa (portugiesisch Barragem de Santa Justa) liegt in der Region Nord Portugals im Distrikt Bragança. Sie staut den Santa Justa, einen rechten (nördlichen) Nebenfluss des Douro zu einem Stausee auf. Die Gemeinde Lodões befindet sich ungefähr 4 km südwestlich der Talsperre. Die Talsperre Salgueiro liegt ungefähr 1,5 km nordwestlich.
Mit dem Projekt zur Errichtung der Talsperre wurde im Jahre 1999 begonnen. Der Bau wurde 2005 fertiggestellt. Die Talsperre dient der Bewässerung. Sie ist im Besitz der Direcção Regional de Agricultura de Trás-os-Montes.

## Absperrbauwerk
Das Absperrbauwerk ist ein Staudamm mit einer Höhe von 39,3 m über der Gründungssohle. Die Dammkrone liegt auf einer Höhe von 262 m über dem Meeresspiegel. Die Länge der Dammkrone beträgt 284 m und ihre Breite 8 m. Das Volumen des Staudamms umfasst 417.000 m³.
Der Staudamm verfügt sowohl über einen Grundablass als auch über eine Hochwasserentlastung. Über die Hochwasserentlastung können maximal 160 m³/s abgeleitet werden. Das Bemessungshochwasser liegt bei 167 m³/s.

## Stausee
Beim normalen Stauziel von 259 m (maximal 260,6 m bei Hochwasser) erstreckt sich der Stausee über eine Fläche von rund 0,28 km² und fasst 3,476 Mio. m³ Wasser. Das minimale Stauziel liegt bei 245 m.